# فهرست آثار ملی شهرستان فراشبند
فهرست آثار ملی شهرستان فراشبند بخشی از آثار ملی استان فارس در ایران است.
آثار ثبت‌شده در این شهرستان شامل ۵۳ اثر است.

## فهرست
| کد ثبتی | نام                           | شهر     | موقعیت جغرافیایی | طول و عرض جغرافیایی | سال ثبت    | قدمت                       | نگاره |
| ------- | ----------------------------- | ------- | --- | ------------------- | ---------- | -------------------------- | ----- |
| ۱۳۷۴۴   | بقایای برج گنبد               | فراشبند | شهرستان فیروز آباد، بخش فراشبند، روستا ی گنبد، بر روی ارتفاعات دو توی سفلی                                              |                     | ۱۳۸۴/۰۸/۲۵ | ساسانی                     |       |
| ۱۳۷۴۵   | آب‌انبارکاروان‌سرای کنار سیاه   | فراشبند | شهرستان فیروزآباد، منطقه کنار سیاه، سمت راست جاده فیروز آباد به عسلویه، بعد از آتشکده کنار سیاه                         |                     | ۱۳۸۴/۰۸/۲۵ | قرن ۷ و ۵ ه ـ ق            |       |
| ۱۳۷۴۶   | بقایای چهار طاقی تل جیران     | فراشبند | شهرستان فیروزآباد، بخش فراشبند، جنوب روستای کنار مالک، کنار قبرستان                                                     |                     | ۱۳۸۴/۰۸/۲۵ | ساسانی                     |       |
| ۱۴۲۲۷   | تل جهانگیری                   | فراشبند | شهرستان فراشبند، بخش مرکزی، روستای گنبد، کیلومتری ۱۲ جاده فراشبند به کازرون، سمت راست جاده                              |                     | ۱۳۸۴/۱۱/۰۹ | ساسانی                     |       |
| ۱۴۲۲۸   | تل عزیز قلی مزارعی            | فراشبند | شهرستان فراشبند، بخش مرکزی، دهستان نوجین، بعد از روستای جانی آباد، سمت چپ جاده بین زمین‌های زراعی                        |                     | ۱۳۸۴/۱۱/۰۹ | قرن ۷ ه ق                  |       |
| ۱۴۲۳۰   | قبرستان جانی‌آباد              | فراشبند | شهرستان فراشبند، بخش فراشبند، دهستان نوجین، ۲۰۰ بعد از روستای جانی آباد                                                 |                     | ۱۳۸۴/۱۱/۰۹ | قرن ۷ ه ق                  |       |
| ۱۴۲۳۵   | بقایای چهار طاقی منصورآباد    | فراشبند | شهرستان فراشبند، بخش مرکزی، دهستان نوجین، دو کیلومتری بعد از روستای منصورآباد، بطرف کازون                               |                     | ۱۳۸۴/۱۱/۰۹ | ساسانیان                   |       |
| ۱۴۲۳۶   | بقایای شهر تاریخی گنبد        | فراشبند | شهرستان فراشبند، بخش مرکزی، کیلومتری ۱۲ جاده فراشبند به طرف کازرون، سمت چپ جاده                                         |                     | ۱۳۸۴/۱۱/۰۹ | ساسانی ـ اسلامی            |       |
| ۱۴۲۴۰   | تل سید محمود                  | فراشبند | شهرستان فراشبند، بخش دهرم، شمال روستای سید محمود                                                                        |                     | ۱۳۸۴/۱۱/۰۹ | قرن ۵ ق                    |       |
| ۱۴۲۴۱   | محوطه چشمک باغک               | فراشبند | شهرستان فراشبند، بخش مرکزی، دهستان نوجین، روستای خوش آب، غرب امامزاده محمد                                              |                     | ۱۳۸۴/۱۱/۰۹ | اوایل اسلام                |       |
| ۱۴۲۵۲   | تل عبداله مزارعی              | فراشبند | شهرستان فراشبند، بخش مرکزی، دهستان نوجین، روستای جانی آباد                                                              |                     | ۱۳۸۴/۱۱/۰۹ | قرن ۶ و ۷ ه ق              |       |
| ۱۴۲۵۳   | حمام ماینک                    | فراشبند | شهرستان فراشبند، بخش مرکزی، دهستان نوجین، روستای جانی آباد، دو راهی خوش آب به جانی آباد                                 |                     | ۱۳۸۴/۱۱/۰۹ | زندیه                      |       |
| ۱۴۲۵۶   | محوطه جانی‌آباد                | فراشبند | شهرستان فراشبند، بخش مرکزی، دهستان نوجین، کیلومتری یک روستای جانی آباد به روستای باچون                                  |                     | ۱۳۸۴/۱۱/۰۹ | قرن ۶ ق                    |       |
| ۱۴۲۶۳   | تل خورشید گنبد                | فراشبند | شهرستان فراشبند، روبروی روستای گنبد، سمت چپ جاده به فاصله ۵۰ کیلومتری از جاده اصلی                                      |                     | ۱۳۸۴/۱۱/۰۹ | ساسانی                     |       |
| ۱۴۲۶۴   | آب‌انبار منصورآباد             | فراشبند | شهرستان فراشبند، بخش مرکزی، دهستان نوجین، ۳ کیلومتری بعد از روستای منصورآباد                                            |                     | ۱۳۸۴/۱۱/۰۹ | ساسانی                     |       |
| ۱۴۲۷۲   | تل یزدان                      | فراشبند | شهرستان فراشبند، بخش مرکزی، بعد از روستای جانی آباد، داخل دشت جانی آباد                                                 |                     | ۱۳۸۴/۱۱/۰۹ | قرن ۶ و ۷ ه. ق             |       |
| ۱۴۲۷۴   | تپه قلعه کهزاد منصورآباد      | فراشبند | شهرستان فراشبند، بخش مرکزی، دهستان نوجین، روستای منصورآباد، بطرف کازرون                                                 |                     | ۱۳۸۴/۱۱/۰۹ | قرن ۴ ه. ق                 |       |
| ۱۴۷۲۴   | تل خندق جانی‌آباد              | فراشبند | شهرستان فراشبند، بخش نوجین، انتهای روستای جانی آباد، سمت چپ جاده                                                        |                     | ۱۳۸۴/۱۲/۱۶ | ساسانیان                   |       |
| ۱۴۷۳۱   | تل خندق روستای گنبد           | فراشبند | شهرستان فراشبند، بخش مرکزی، روستای گنبد، ابتدای دره دوتوی سفلی                                                          |                     | ۱۳۸۴/۱۲/۱۶ | ساسانیان                   |       |
| ۱۵۵۲۰   | برج ماینک                     | فراشبند | شهرستان فراشبند، بخش نوجین، کیلومتری ۵ جاده خوش آب به روستای جانی آباد، سمت راست جاده بر روی ارتفاعات                   |                     | ۱۳۸۵/۰۳/۱۷ | زندیه                      |       |
| ۱۵۵۸۲   | قبرستان امامزاده ابراهیم      | فراشبند | شهرستان فراشبند، بخش مرکزی، دهستان نوجین، داخل روستای باچون                                                             |                     | ۱۳۸۵/۰۳/۱۷ | قرن ۷ ه ق تا قاجاریه       |       |
| ۱۵۵۹۱   | کاروان‌سرای حاج قریبعلی مزارعی | فراشبند | شهرستان فراشبند، بخش نوجین، روستای جانی آباد، جنوب غربی امامزاده محمد                                                   |                     | ۱۳۸۵/۰۳/۱۷ | اوایل اسلام                |       |
| ۱۵۵۹۴   | برکه امامزاده محمد            | فراشبند | شهرستان فراشبند، بخش نوجین، یک کیلومتری روستای خوش آب، کیلومتری دو جاده خاکی امامزاده محمد                              |                     | ۱۳۸۵/۰۳/۱۷ | قرن ۶ ه ق                  |       |
| ۱۵۶۱۶   | بقایای بنای با چون            | فراشبند | شهرستان فراشبند، دهستان نوجین، روستای باچون، دوراهی نارک، سمت راست جاده باچون به فراشبند، به فاصله ۱۰۰متری از جاده اصلی |                     | ۱۳۸۵/۰۳/۱۷ | قرن ۵ و ۶ هجری و قمری      |       |
| ۱۶۰۳۹   | تل چشمه خوش آب                | فراشبند | شهرستان فراشبند، بخش مرکزی، دهستان نوجین، روستای جانی آباد، ۲۰۰ متر مانده به روستای خوش آب                              |                     | ۱۳۸۵/۰۶/۲۰ | قرن ۶ و ۷ ه. ق             |       |
| ۲۴۱۷۱   | گورستان امامزاده محمد         | فراشبند | شهرستان فراشبند، بخش مرکزی، دهستان نوجین، روستای خوشاب، در جوار امامزاده محمد                                           |                     | ۱۳۸۷/۱۰/۱۵ | قاجاریه                    |       |
| ۲۴۱۷۲   | تل قلعه احمدخان سویزه         | فراشبند | شهرستان فراشبند، بخش دهرم، دهستان دهرم، کیلومتری ۶ جاده روستای دهرم بطرف احمدآباد                                       |                     | ۱۳۸۷/۱۰/۱۵ | ساسانی                     |       |
| ۲۴۱۷۴   | قبور توده سنگی احمد خان سویزه | فراشبند | شهرستان فراشبند، بخش دهرم، دهستان دهرم، کیلومتری ۶ جاده روستای دهرم به طرف احمدآباد                                     |                     | ۱۳۸۷/۱۰/۱۵ | ساسانی                     |       |
| ۲۴۱۷۵   | تل قربانعلی همتی              | فراشبند | شهرستان فراشبند، بخش مرکزی، دهستان آویز، ۵۰۰ م شرق روستای تل گلی، سمت چپ جاده، مشرف بر زمین‌های کشاورزی قربانعلی همتی    |                     | ۱۳۸۷/۱۰/۱۵ | قرون میانه اسلامی          |       |
| ۲۴۱۸۱   | محوطه آویز                    | فراشبند | شهرستان فراشبند، بخش مرکزی، دهستان آویز، ۵۰۰ متر بعد از روستای آویز بطرف کازرون، سمت راست جاده                          |                     | ۱۳۸۷/۱۰/۱۵ | ساسانی ـ قرون متاخر اسلامی |       |
| ۲۴۱۸۲   | تل یال خوشاب                  | فراشبند | شهرستان فراشبند، بخش مرکزی، دهستان نوجین، روستای خوشاب، ۵۰۰ م شرق امامزاده محمد                                         |                     | ۱۳۸۷/۱۰/۱۵ | قرون میانه اسلامی          |       |
| ۲۴۱۸۳   | گورستان آویز                  | فراشبند | شهرستان فراشبند، بخش مرکزی، دهستان آویز، ابتدای روستای آویز                                                             |                     | ۱۳۸۷/۱۰/۱۵ | صفویه ـ قاجاریه            |       |
| ۲۴۱۸۴   | تل احمدآباد                   | فراشبند | شهرستان فراشبند، بخش دهرم، دهستان دهرم، کیلومتری ۳ جاده روستای احمدآباد به دهرم، محله قدیم احمدآباد                     |                     | ۱۳۸۷/۱۰/۱۵ | قرون میانه اسلامی          |       |
| ۲۴۱۹۵   | محوطه نقاره‌خانه               | فراشبند | شهرستان فراشبند، بخش مرکز ی، دهستان آویز، روستای حسین‌آباد، کیلومتری ۴ جاده فراشبند به دهرم، سمت راست جاده               |                     | ۱۳۸۷/۱۰/۱۵ | ساسانی                     |       |
| ۲۴۲۰۵   | تل قلعه آویز                  | فراشبند | شهرستان فراشبند، بخش مرکزی، دهستان آویز، ۵۰۰ متر بعد ازروستای آویز بطرف کازرون، سمت راست                                |                     | ۱۳۸۷/۱۰/۱۵ | ساسانی                     |       |
| ۲۴۲۰۶   | تل انبارتپه                   | فراشبند | شهرستان فراشبند، بخش دهرم، دهستان دهرم، روستای احمدآباد، کیلومتر ۶ جاده احمدآباد به طرف فیروز آباد                      |                     | ۱۳۸۷/۱۰/۱۵ | قرون میانه اسلامی          |       |
| ۲۴۲۰۷   | مجموعه تپه‌های بلوط‌آباد        | فراشبند | شهرستان فراشبند، بخش مرکزی، دهستان آویز، کیلومتر ۷ جاده فراشبند به بوشهر، سمت چپ جاده، ابتدای روستای بلوط آباد          |                     | ۱۳۸۷/۱۰/۱۵ | قرون میانه اسلامی          |       |
| ۲۴۲۰۸   | گورستان تل قلعه آویز          | فراشبند | شهرستان فراشبند، بخش مرکزی، دهستان آویز، ۵۰۰ متربعد از روستای آویز بطرف کازرون، سمت راست جاده                           |                     | ۱۳۸۷/۱۰/۱۵ | صفویه                      |       |
| ۲۴۲۰۹   | گورستان باچون                 | فراشبند | شهرستان فراشبند، بخش مرکزی، دهستان آویز، داخل روستای باچون                                                              |                     | ۱۳۸۷/۱۰/۱۵ | قاجاریه                    |       |
| ۲۴۲۱۰   | محوطه گلی                     | فراشبند | شهرستان فراشبند، بخش مرکزی، دهستان آویز، ۵۰۰ متر بعد از روستای تل گلی سمت چپ جاده                                       |                     | ۱۳۸۷/۱۰/۱۵ | قرون اولیه اسلامی          |       |
| ۲۴۲۱۱   | تل گلی                        | فراشبند | شهرستان فراشبند، بخش مرکزی، دهستان آویز، حاشیه روستای تل گلی                                                            |                     | ۱۳۸۷/۱۰/۱۵ | قرون میانه اسلامی          |       |
| ۲۴۲۱۲   | تل احمد خان سویزه             | فراشبند | شهرستان فراشبند، بخش دهرم، دهستان دهرم، کیلومتر ۵ جاده روستای دهرم بطرف احمدآباد                                        |                     | ۱۳۸۷/۱۰/۱۵ | قرون میانه اسلامی          |       |
| ۲۴۲۱۳   | تل آغ یال                     | فراشبند | شهرستان فراشبند، بخش دهرم، دهستان دهرم، روستای احمدآباد، کیلومتر ۳ جاده احمدآباد بطرف دهرم                              |                     | ۱۳۸۷/۱۰/۱۵ | قرون میانه اسلامی          |       |
| ۲۴۲۱۴   | تل شط کهره دان                | فراشبند | شهرستان فراشبند، بخش مرکزی، دهستان آویز، دو کیلومتری شرق روستای اسلام‌آباد، سمت چپ جاده                                  |                     | ۱۳۸۷/۱۰/۱۵ | قرون اولیه اسلامی          |       |
| ۲۴۲۱۵   | تل جهود                       | فراشبند | شهرستان فراشبند، بخش دهرم، دهستان دهرم، ۸۰۰ متر مانده به روستای دهرم، به فاصله ۵۰۰ متری از جاده                         |                     | ۱۳۸۷/۱۰/۱۵ | تاریخی                     |       |
| ۲۴۲۱۶   | چهارطاقی احمدآباد             | فراشبند | شهرستان فراشبند، بخش دهرم، دهستان دهرم، داخل قبرستان روستای احمدآباد                                                    |                     | ۱۳۸۷/۱۰/۱۵ | قرون متاخر اسلامی          |       |
| ۲۴۲۱۷   | محوطه کنارسیاه                | فراشبند | شهرستان فراشبند، بخش دهرم، دهستان دهرم، بعد از گردنه سلبکی، روستای کنارسیاه                                             |                     | ۱۳۸۷/۱۰/۱۵ | ساسانی                     |       |
| ۲۴۲۱۸   | تل خوشاب                      | فراشبند | شهرستان فراشبند، بخش مرکزی، دهستان نوجین، ۸۵۰ متر بعد از امامزاده محمد بطرف روستای خوشاب                                |                     | ۱۳۸۷/۱۰/۱۵ | قرون اولیه اسلامی          |       |
| ۲۴۷۲۱   | دخمه تاقچه گبر                | فراشبند | شهرستان فراشبند، بخش دهرم، دهستان دهرم، روستای احمدآباد، کیلومتری ۵ جاده احمدآباد به طرف فیروزآباد، ارتفاعات آتاقلی     |                     | ۱۳۸۷/۱۱/۲۷ | ساسانی                     |       |
| ۲۴۷۲۲   | تل قلعه خوشاب                 | فراشبند | شهرستان فراشبند، بخش مرکزی، دهستان نوجین، ۸۰۰ م بعد از امامزاده محمد بطرف روستای خوشاب                                  |                     | ۱۳۸۷/۱۱/۲۷ | قرن اولیه اسلامی           |       |
| ۲۴۷۲۸   | تل ملاگه                      | فراشبند | شهرستان فراشبند، بخش مرکزی، دهستان آویز، ۵۰۰ م بعد از روستای آویز بطرف کازرون، سمت راست جاده                            |                     | ۱۳۸۷/۱۱/۲۷ | تاریخی                     |       |
| ۲۴۷۳۱   | تل پشمی                       | فراشبند | شهرستان فراشبند، بخش مرکزی، دهستان آویز، یک کیلومتری غرب روستای بلوط آباد                                               |                     | ۱۳۸۷/۱۱/۲۷ | قرون میانه اسلامی          |       |
| ۲۴۷۳۲   | بنای توباغی                   | فراشبند | شهرستان فراشبند، بخش دهرم، دهستان دهرم، غرب روستای احمدآباد                                                             |                     | ۱۳۸۷/۱۱/۲۷ | قرون میانه اسلامی          |       |